# Ken
Ken je mužské křestní jméno. Pochází z japonského jazyka a znamená silný, zdravý.

## Známí nositelé
- Ken Akamatsu, japonský spisovatel
- Ken Anderson, americký fotbalista
- Ken Block, americký rally závodník
- Ken Bowersox, astronaut
- Ken Bruce, britský diskžokej
- Ken Burns, American documentary filmmaker
- Ken Caminiti, americký baseballista
- Ken Campbell (herec), britský scenárista, herec a režisér
- Ken Campbell, kanadský evangelista
- Ken Casey, basista z bostonsko-irské punkrockové kapely Dropkick Murphys
- Ken Christianson, americký umělec a hudebník
- Ken Clark, americký herec
- Ken Davitian, americký herec
- Ken Doane, americký profesionální wrestler
- Ken Dodd, britský komik
- Ken Follett, britský spisovatel
- Ken Griffey, Sr., americký baseballista
- Ken Griffey, Jr., americký basabellista
- Ken Ham, tvůrce
- Ken Harrelson, baseballista
- Ken Hendricks, miliardář, president Hendricks Group
- Ken Hirai, japonský zpěvák
- Ken Holtzman, baseballista
- Ken Hughes, scenárista a režisér
- Ken Jennings, soutěžící v soutěžním pořadu Jeopardy!
- Ken Kesey (1935-2001), spisovatel Přeletu nad kukaččím hnízdem
- Ken (musician), japonský hudebník
- Ken Kutaragi, president, později předseda
- Ken Livingstone, politik
- Ken Lloyd, japonsko-britský hudebník, vokalista a textař
- Ken Loach, British film director
- Ken Maycock, umělec a učitel umění na Dulwich College
- Ken Morrish, bývalý starosta Scarborough, v Ontariu, v Kanadě
- Ken Okuyama, japonský automobilový návrhář, tvůrčí režisér z Pininfariny, profesor
- Ken Parrish, americký fotbalista
- Ken Rosewall, tenista
- Ken Russell, režisér a herec
- Ken Rutherford, novozélandský kriketista
- Ken Saro-Wiwa, scenárista a politická aktivista
- Ken Schrader, řidič NASCAR
- Ken Shimura, japonský komik, člen Drifters
- Ken Spreitzer, počítačový programátor
- Ken Sugimori, japonský ilustrátor známý pro jeho práci na videohře Pokémon.
- Ken Takakura, japonský herec
- Ken Tyrrell, zakladatel týmu Formula One Tyrrell Racing
- Ken Wahl, americký herec
- Ken Watanabe, japonský herec
- Ken Whyld, britský čachista a spisovatel

## Fiktivní postavy
- Ken Barlow, postava z britské soap opeře "Coronation Street"
- Ken Ichijouji, postava z animovaného seriálu Digimon